# Podelga
La Podelga (in russo Поделга?) è un fiume della Russia siberiana occidentale, affluente di destra del Tym. Scorre nel Kargasokskij rajon dell'Oblast' di Tomsk.
Il fiume ha origine nella parte sud-orientale del Bassopiano della Siberia occidentale e scorre con direzione mediamente meridionale attraverso una zona paludosa; sfocia nel Tym nel suo medio corso, a 509 km dalla foce. Il fiume ha una lunghezza di 167 km e il suo bacino è di 1 770 km². Il maggior affluente, proveniente dalla sinistra idrografica è la Levaja Podelga (79 km).